# Barbara Visser

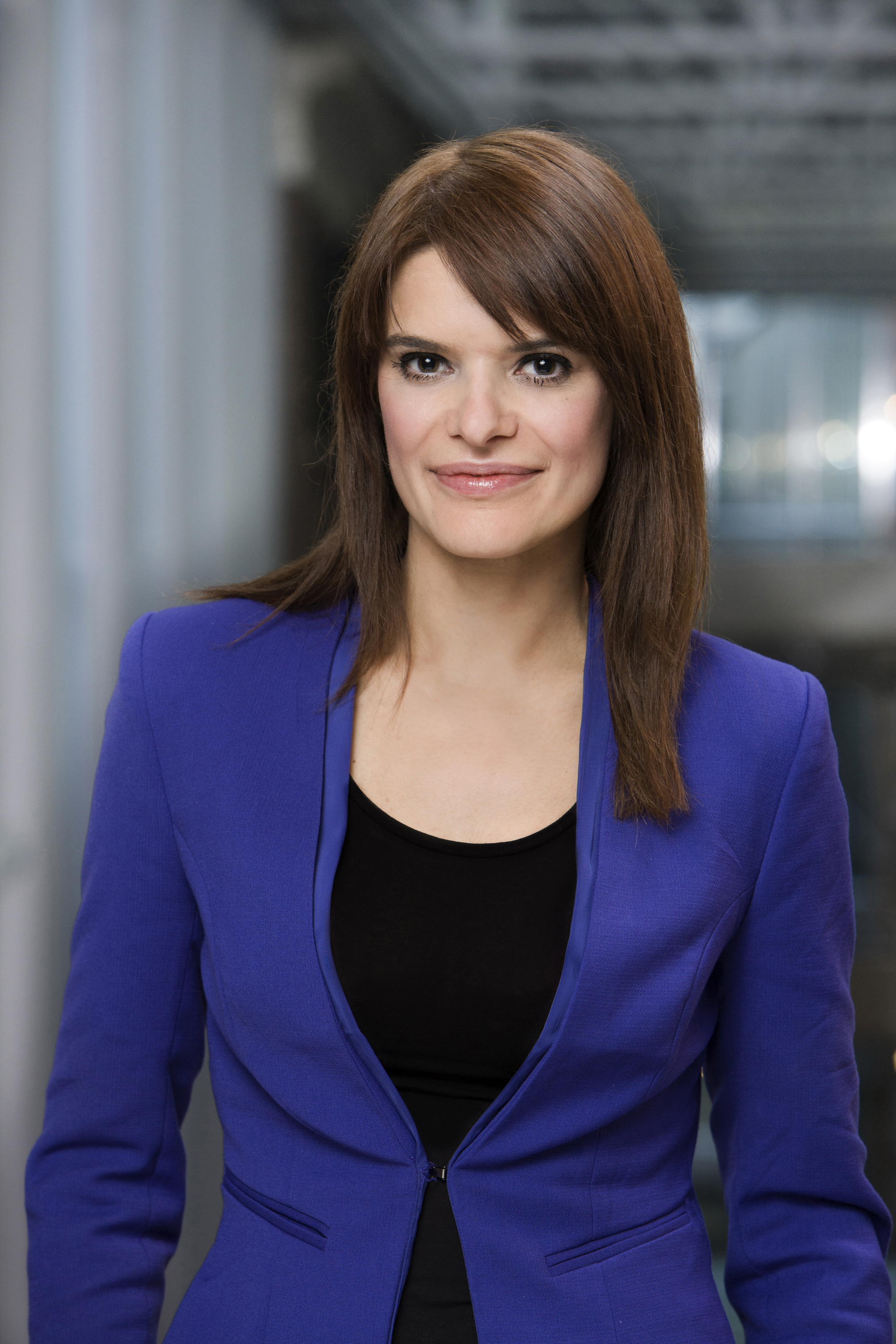
Barbara Visser (2012)

Barbara Visser (* 16. August 1977 in Šibenik, SFR Jugoslawien) ist eine niederländische Politikerin der Volkspartij voor Vrijheid en Democratie (VVD).

## Leben
Visser hat einen niederländischen Vater und eine kroatische Mutter und besitzt daher sowohl die niederländische als auch die kroatische Staatsangehörigkeit. Sie wurde in der ehemaligen Sozialistischen Föderativen Republik Jugoslawien geboren und zog im Alter von 3 Jahren in die Niederlande.
Visser absolvierte 2001 ein Studium der Betriebswirtschaftslehre des Finanziellen Sektors (BFS) an der Vrije Universiteit Amsterdam. Nach ihrem Studium wurde sie als Senior-Referentin bei der niederländischen Steuerbehörde eingestellt. Von 2006 bis 2010 war sie Executive Business Consultant bei Atos Consulting NV.
Von 2006 bis 2010 war Visser Gemeinderatsmitglied der VVD in der Gemeinde Zaanstad. Zu der Zeit war sie zum Teil auch Fraktionsvorsitzende und Spitzenkandidatin bei den Kommunalwahlen im Jahr 2010. In dem Jahr wurde Visser Beigeordnete in der Gemeinde Zaanstad. 
Von 2012 bis 2017 war sie Mitglied der Zweiten Kammer der Generalstaaten.
Am 26. Oktober 2017 wurde Visser zur Staatssekretärin der Verteidigung im Kabinett Rutte III ernannt. Zum 31. August 2021 übernahm sie die Aufgaben des Ministeriums für Infrastruktur und Wasserwirtschaft als geschäftsführende Ministerin, nachdem die Regierung des Kabinetts Rutte III am 15. Januar 2021 ihren Rücktritt verkündet hatte. Ihre Aufgaben als Staatssekretärin der Verteidigung wurden fortan von der Ministerin der Verteidigung, Ank Bijleveld (CDA), wahrgenommen. Mit der Ernennung des Kabinetts Rutte IV als neue Regierung der Niederlande am 10. Januar 2022 folgte ihr Parteikollege Mark Harbers als Minister für Infrastruktur und Wasserwirtschaft nach.

### Karriere nach der Politik
Am 1. November 2024 wurde Visser zur CEO des Beratungs- und Ingenieurbüros Movares ernannt. Eines ihrer Ziele war es, Movares durch Expansion und Akquisitionen unter den Top drei der Niederlande zu positionieren.